# 3005
3005 è un singolo del rapper statunitense Childish Gambino, pubblicato il 22 ottobre 2013 dalle etichette discografiche Glassnote Records e Island Records come primo e unico estratto del secondo album in studio Because the Internet.

## Descrizione
Pubblicato in anteprima il 21 ottobre 2013 sulla piattaforma digitale gratuita SoundCloud, il brano si presenta come uno sfogo di Gambino circa la solitudine e la paura di vivere in quest'ultima. Il 6 dicembre 2013, è stato pubblicato il videoclip ufficiale del brano, diretto dallo stesso Glover.

## Accoglienza
Nonostante un'iniziale permanenza nella penombra, nel 2014 3005 è stato fortemente acclamato dalla critica musicale, soprattutto nell'ambito del panorama R&B, arrivando quasi ad eguagliare il successo radiofonico di Believe Me di Lil Wayne e Drake. La testata Billboard, che lo ha equiparato a Big Sean ed allo stesso Drake, ha manifestato apprezzamento per i richiami a quanto espresso in Camp. Il singolo ha inoltre ricevuto una candidatura ai Grammy Awards nella categoria miglior performance rap.

## Tracce
Download digitale
1. 3005 – 3:54 (testo: Donald Glover – musica: Glover, Ludwig Göransson)

Download digitale (remix)
1. 3005 (Friction Remix) – 4:29

## Classifiche

### Classifiche settimanali
| Classifica (2014)                 | Posizione massima |
| --------------------------------- | ----------------- |
| Australia                         | 81                |
| Regno Unito                       | 79                |
| Regno Unito (singoli R&B)         | 8                 |
| Stati Uniti                       | 64                |
| Stati Uniti (singoli pop)         | 39                |
| Stati Uniti (singoli R&B/hip hop) | 19                |
| Stati Uniti (singoli rap)         | 11                |
| Stati Uniti (singoli ritmici)     | 8                 |

### Classifiche di fine anno
| Classifica (2014)                 | Posizione |
| --------------------------------- | --------- |
| Stati Uniti (singoli R&B/hip hop) | 50        |
| Stati Uniti (singoli ritmici)     | 39        |